# Itsuo Takayama
Itsuo Takayama (Anhumas, 4 de março de 1942) é um engenheiro, pastor evangélico e político brasileiro.

## História
Como suplente assumiu o mandato de deputado federal para a legislatura 1991-1995, cargo que ocupou de janeiro a dezembro de 1993, quando teve o seu mandato cassado pela Resolução nº 54/93 por compra de filiação partidária. Na época estava filiado ao Partido Social Democrático (PSD). Tentou retornar a política em 2006 concorrendo a uma vaga de deputado estadual do estado do Mato Grosso pelo Partido Trabalhista Brasileiro (PTB), não obtendo sucesso.
Como pastor atuou na  Igreja Evangélica Nipo-Brasileira. Como engenheiro foi um dos responsáveis pela construção do Grande Templo da Igreja Evangélica da Assembleia de Deus de Cuiabá. É irmão do também ex-deputado federal pelo Paraná e pastor Hidekazu Takayama.